# Alice in Wonderland (film 1966)
Alice in Wonderland è un film per la televisione britannico, tratto dai romanzi Le avventure di Alice nel Paese delle Meraviglie e Attraverso lo specchio e quel che Alice vi trovò di Lewis Carroll, diretto da Jonathan Miller nel 1966.

## Descrizione
L'opera è unica tra i film in presa diretta di Alice in quanto ha consapevolmente evitato il design dei costumi ispirato alle celebri illustrazioni di John Tenniel. La maggior parte dei personaggi del Paese delle Meraviglie sono interpretati da attori in abiti vittoriani, senza utilizzare maschere o pesanti trucchi, e con un vero gatto usato per rappresentare il Gatto del Cheshire. Miller ha giustificato il suo approccio come un tentativo di tornare a quella che percepiva come l'essenza della storia: «Una volta che togli le teste degli animali, inizi a vedere di cosa si tratta. Una bambina piccola, circondata da persone frettolose e preoccupate, che pensa: "È così che si diventa da grandi?"».
La produzione include vari celebri attori britannici dell'epoca, come Michael Redgrave, John Gielgud, Peter Sellers, Peter Cook, Alan Bennett. Il ruolo della protagonista Alice venne affidato a Anne-Marie Mallik, figlia tredicenne di un avvocato del Surrey, alla sua prima ed unica prova d'attrice. Presente inoltre in un piccolo ruolo, non accreditato, un giovane Eric Idle, anni prima di raggiungere la fama con i Monty Python.
Ravi Shankar scrisse la musica per il film televisivo, che venne trasmesso il 28 dicembre 1966 dalla BBC.

## Riprese
Le scene in interni furono girate presso il Netley Hospital, un edificio del XIX secolo che fu demolito poco tempo dopo la fine delle riprese. Le scene sulla spiaggia con il grifone e la finta tartaruga furono girate nei pressi del villaggio di Pett nel Sussex orientale.
La scena del tribunale venne girata negli Ealing Studios della BBC e necessitò la costruzione del set più grande che lo Stage 2 di Ealing avesse mai visto.